# Elecciones estatales de Guerrero de 1999
Las Elecciones del estado mexicano de Guerrero de 1999 se llevaron a cabo el domingo 7 de febrero de 1999, y en ellas se renovaron los siguientes cargos de elección popular en el estado mexicano de Guerrero:
- Gobernador de Guerrero. Titular del Poder Ejecutivo del estado, electo para un periodo de seis años no reelegibles en ningún caso, el candidato electo fue René Juárez Cisneros.
- 77 ayuntamientos. Compuestos por un Presidente Municipal y regidores, electos para un periodo de tres años no reelegibles para el periodo inmediato.
- 28 Diputados al Congreso del Estado. Electos por mayoría relativa en cada uno de los Distrito Electorales.

## Resultados electorales

### Gobernador
| Partido/Alianza                               | Partido/Alianza | Candidato   | Candidato                  | Votos   | Porcentaje |
| --------------------------------------------- | --- | ----------- | -------------------------- | ------- | ---------- |
|                                               | Partido Acción Nacional |             | Ángel Pasta Muñuzuri       | 14,227  | 1.70%      |
|                                               | Partido Revolucionario Institucional |             | René Juárez Cisneros Hecho | 415,877 | 49.59%     |
|                                               | Partido de la Revolución Democrática Partido del Trabajo Partido Auténtico de la Revolución Mexicana Partido Revolucionario de los Trabajadores de Guerrero |             | Félix Salgado Macedonio    | 401,635 | 47.89%     |
|                                               | Partido Verde Ecologista de México |             |                            | 4,458   | 0.59%      |
|                                               | Nuevo Partido Socialista |             |                            | 2 470   | 0.29%      |
|                                               | Votos nulos | Votos nulos | Votos nulos                | 13,092% |            |
| Total                                         | Total | Total       | Total                      | 851,759 | 100.00%    |
| Fuente: Consejo Estatal Electoral de Guerrero | |             |                            |         |            |

### Ayuntamientos

#### Municipio de Chilpancingo
- José Luis Peralta Lobato  Hecho

#### Municipio de Acapulco
- Zeferino Torreblanca Galindo  Hecho

#### Municipio de Zumpango del Río
|  | Partido/Alianza                                        | Municipios |
|  | ------------------------------------------------------ | ---------- |
|  | Partido Acción Nacional                                | 1          |
|  | Partido Revolucionario Institucional                   | 53         |
|  | Partido de la Revolución Democrática                   | 21         |
|  | Partido del Trabajo                                    | 0          |
|  | Partido Verde Ecologista de México                     | 0          |
|  | Partido Revolucionario de los Trabajadores de Guerrero | 0          |
|  | Partido Auténtico de la Revolución Mexicana            | 0          |
|  | Nuevo Partido Socialista                               | 0          |

Fuente: Instituto de Mercadotecnia y Opinión